# Synaj Południowy

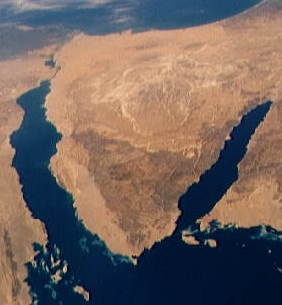
Półwysep Synaj widziany z kosmosu

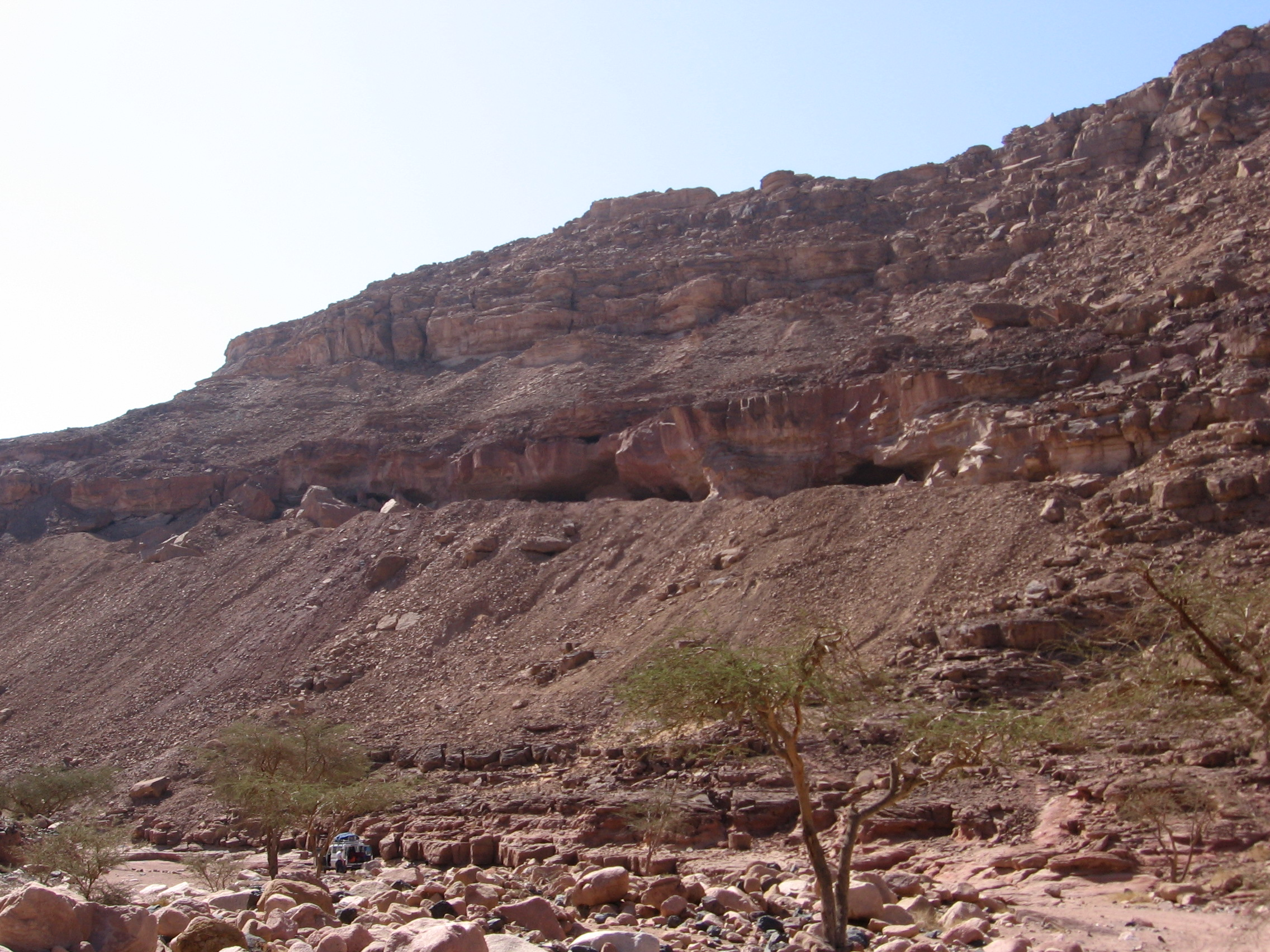
Sarabit al-Chadim – stare wyrobisko turkusu

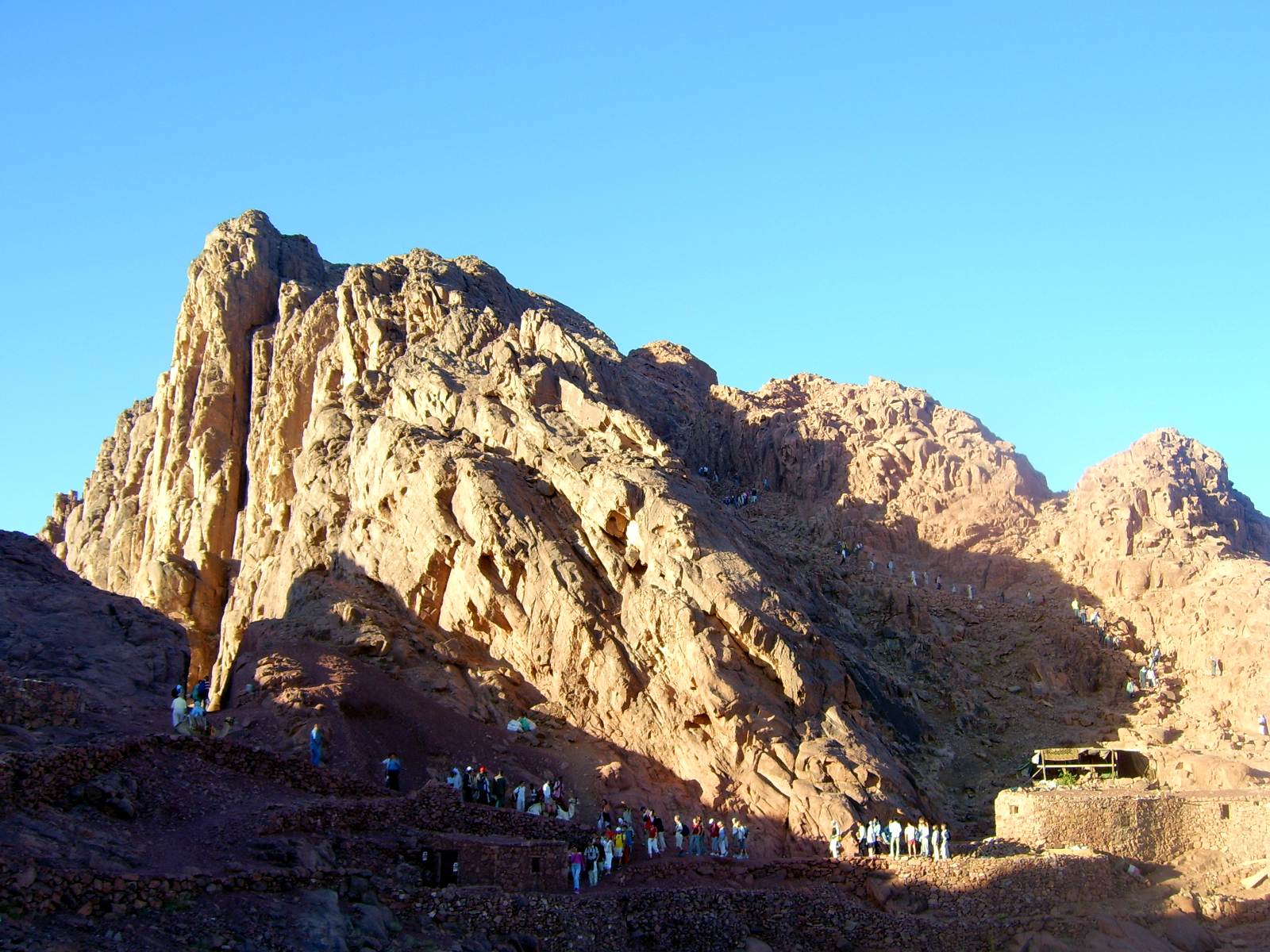
Góra Synaj utożsamiana z górą, gdzie Bóg Jahwe przekazał Mojżeszowi Dekalog

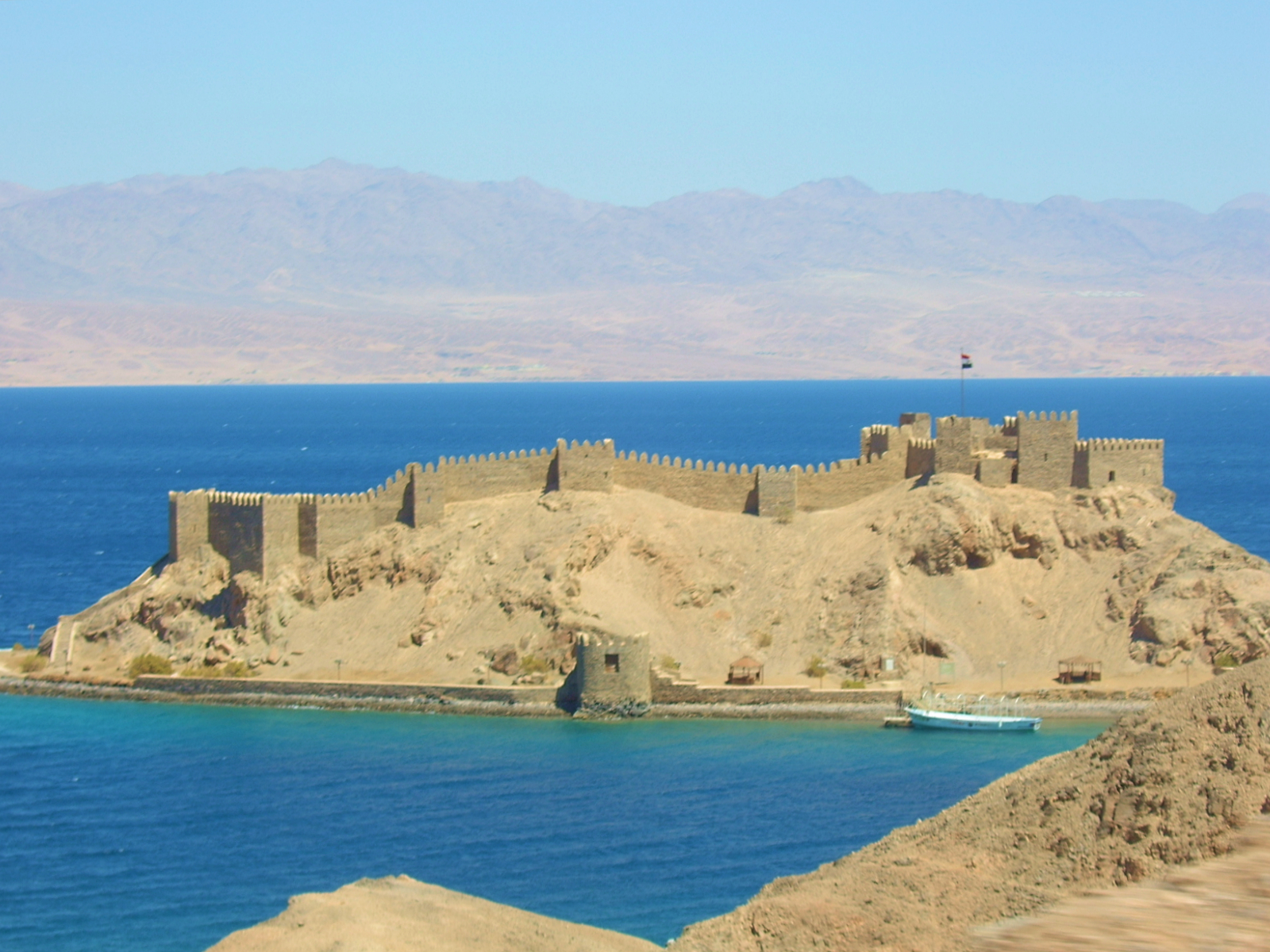
Zamek krzyżowców z 1115 roku na Wyspie Faraona

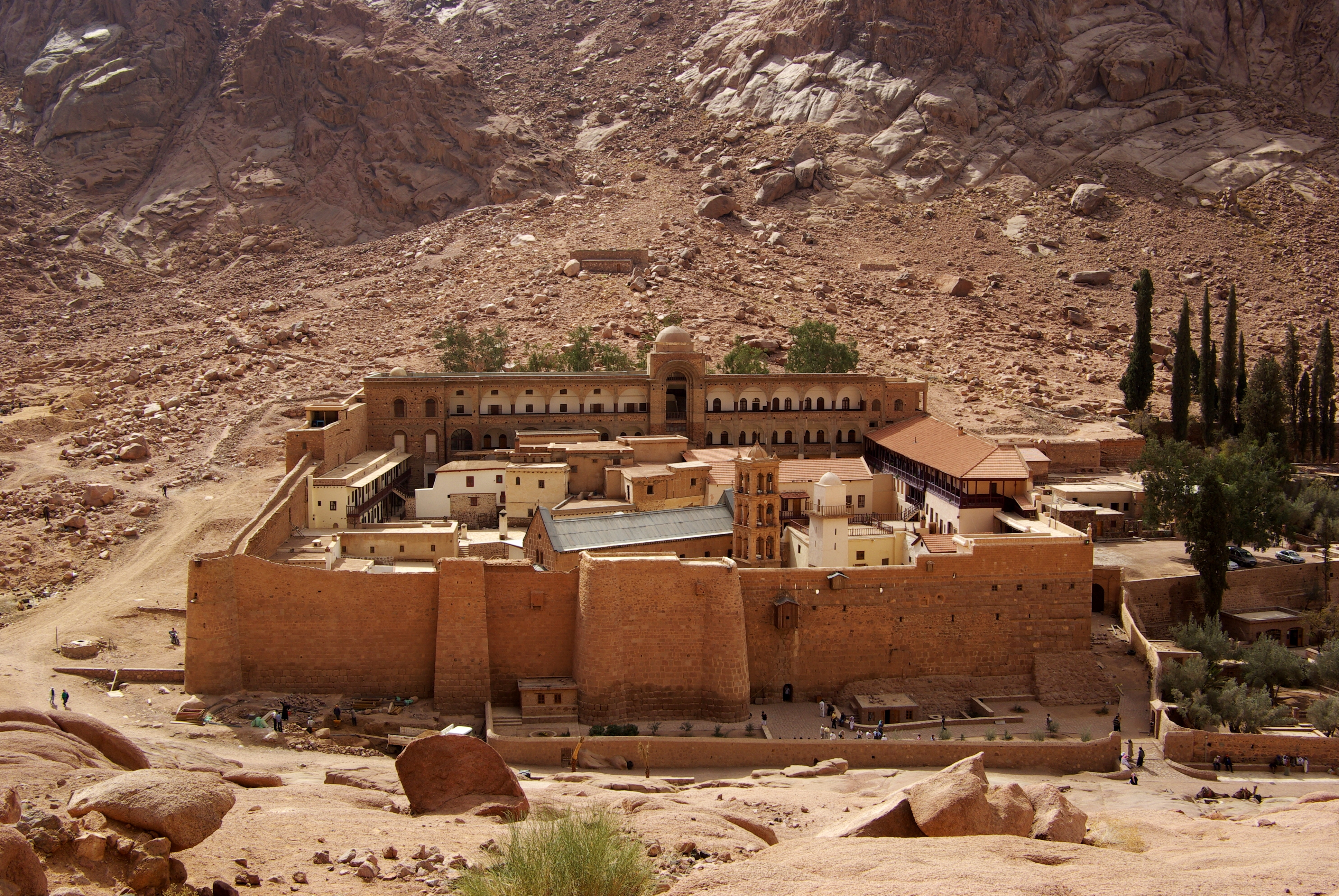
Klasztor Świętej Katarzyny, gdzie odkryto Kodeks Synajski

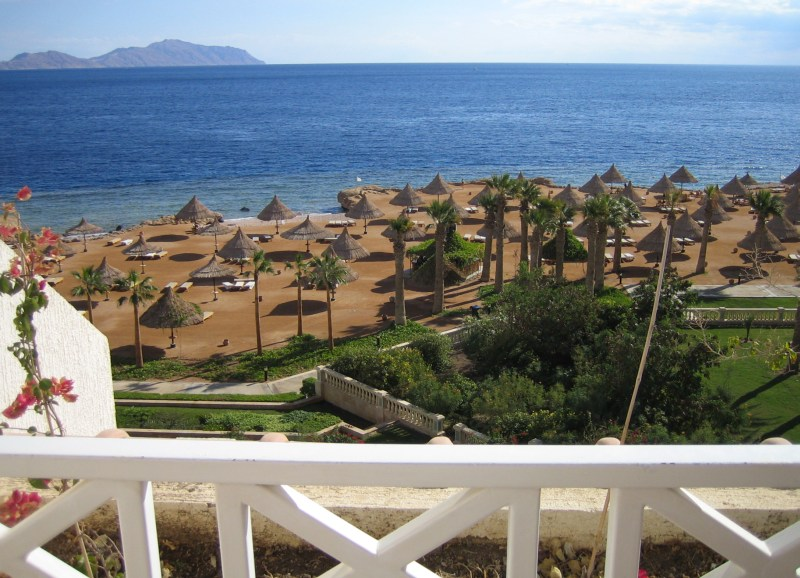
Jedna z plaż w Szarm el-Szejk

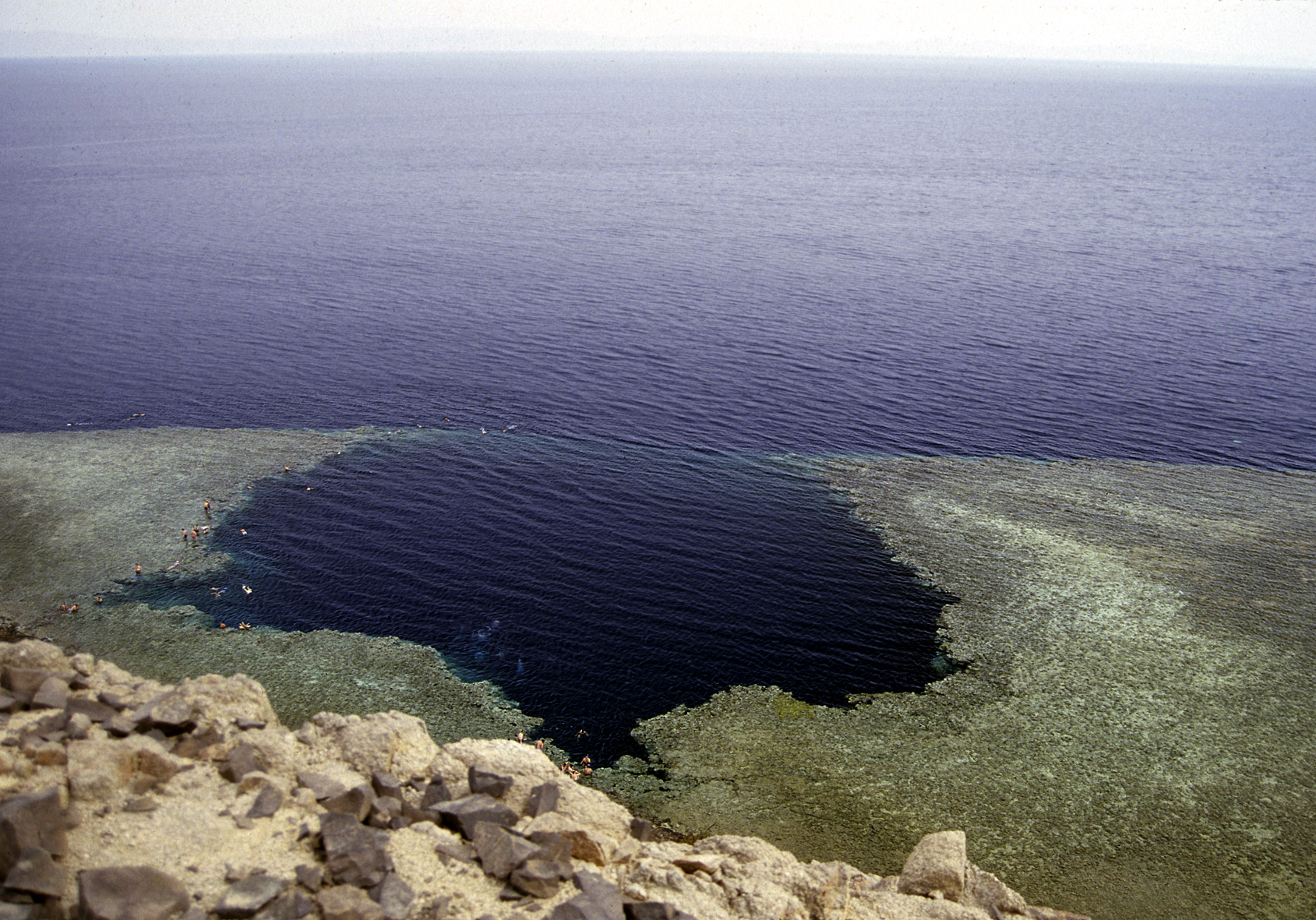
Blue Hole k. Dahab – morska studnia o głębokości 102 m i średnicy 60 m

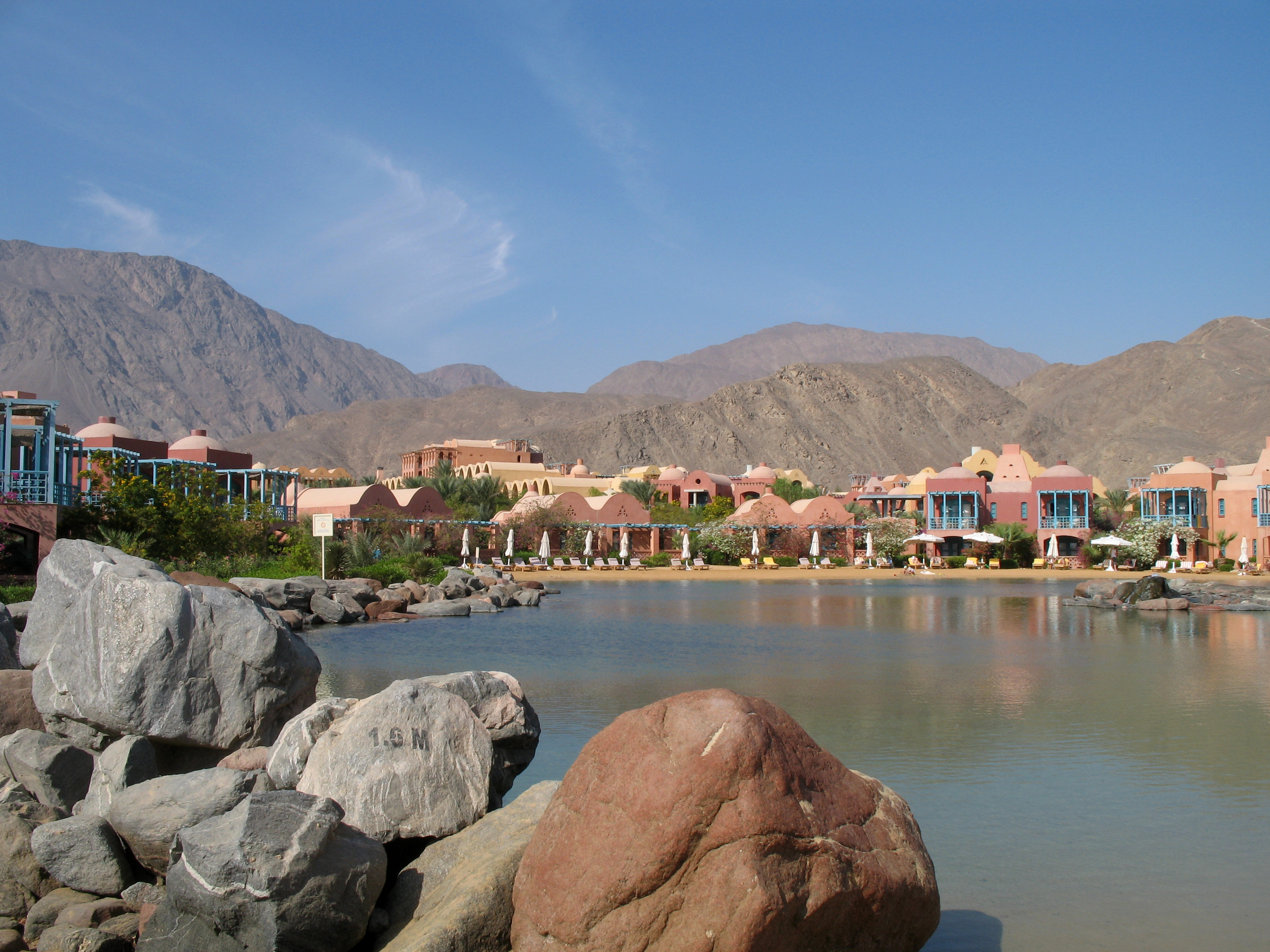
Kompleks w Taba Heights na południe od Taby

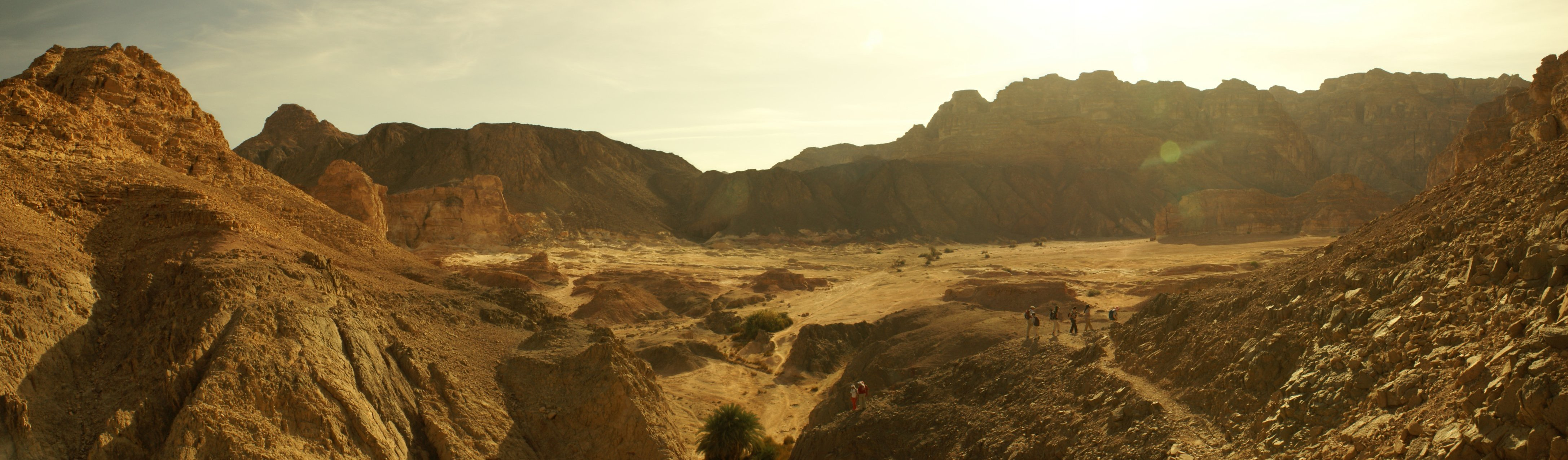
Wejście do Kolorowego Kanionu

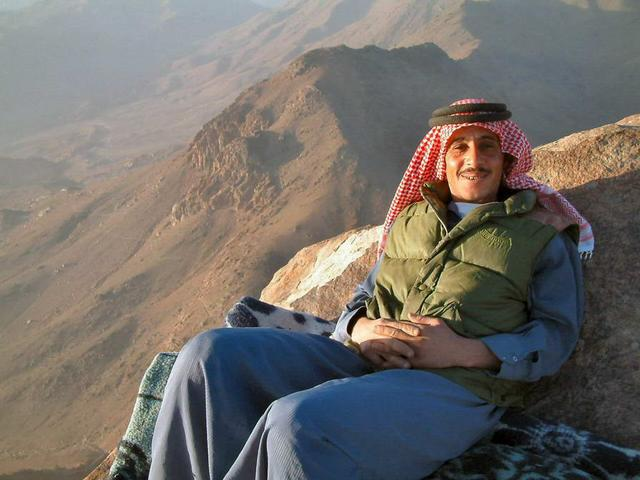
Beduin na Synaju

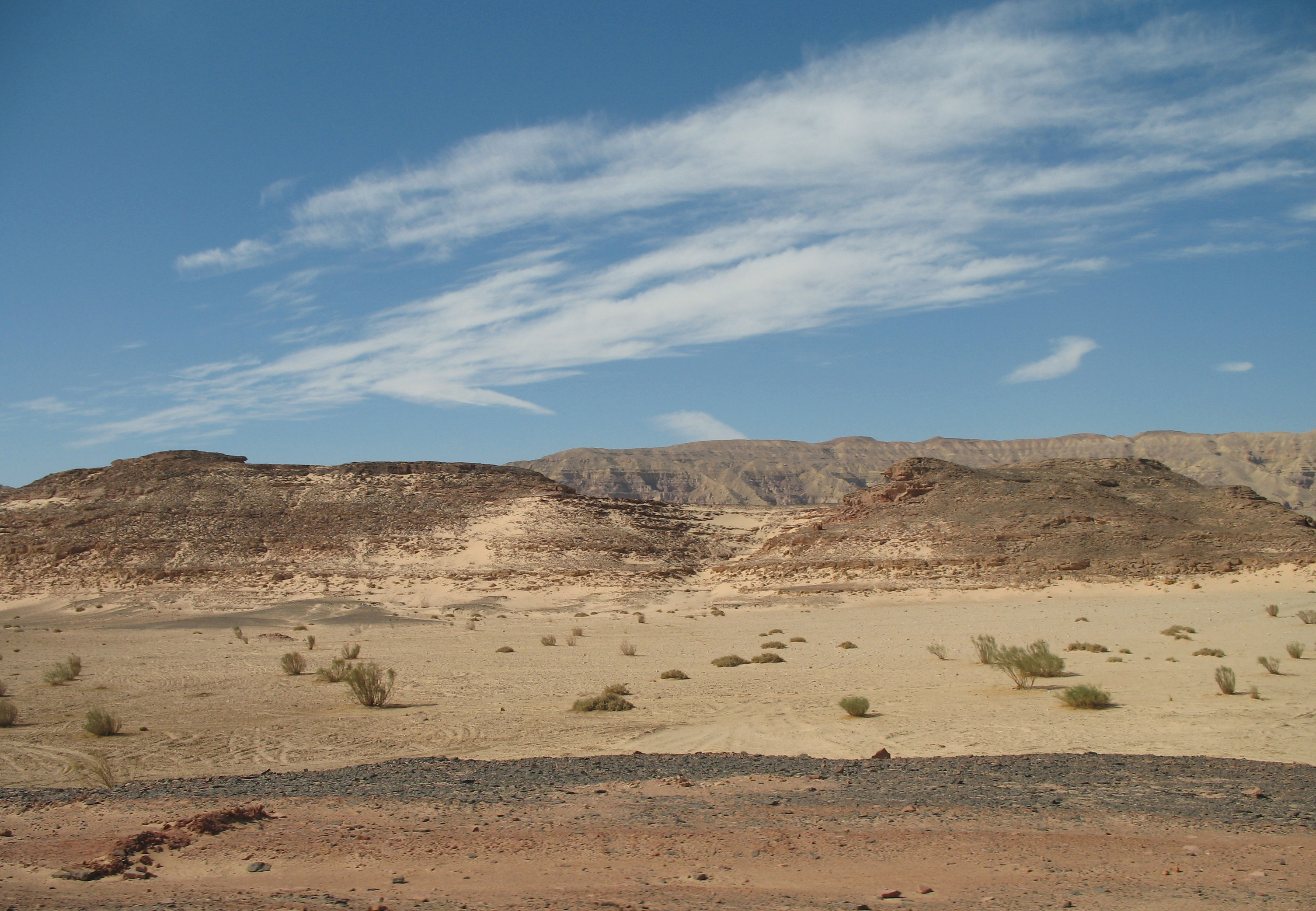
Pustkowie Sin

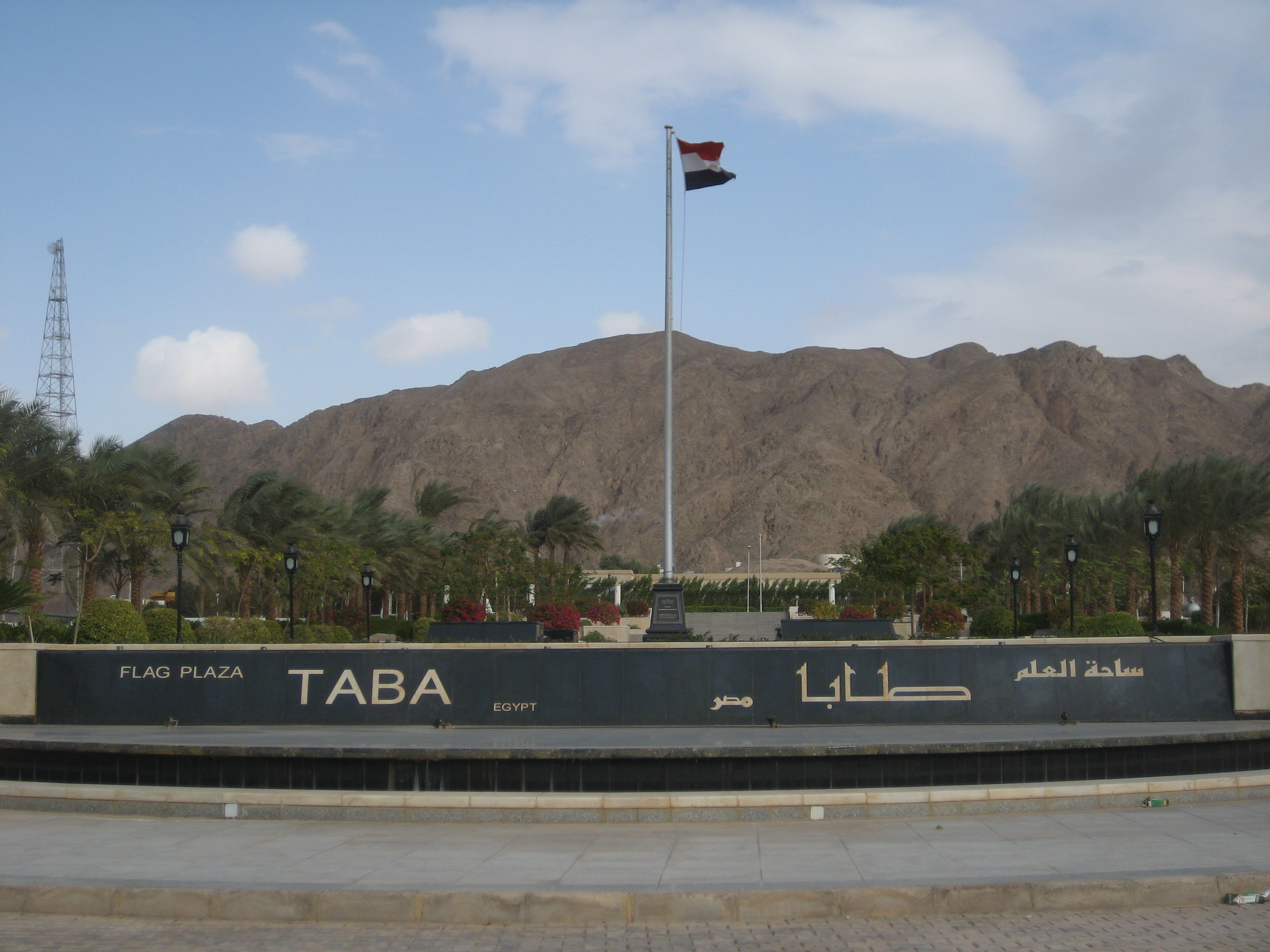
Egipsko-izraelskie Przejście graniczne Taba

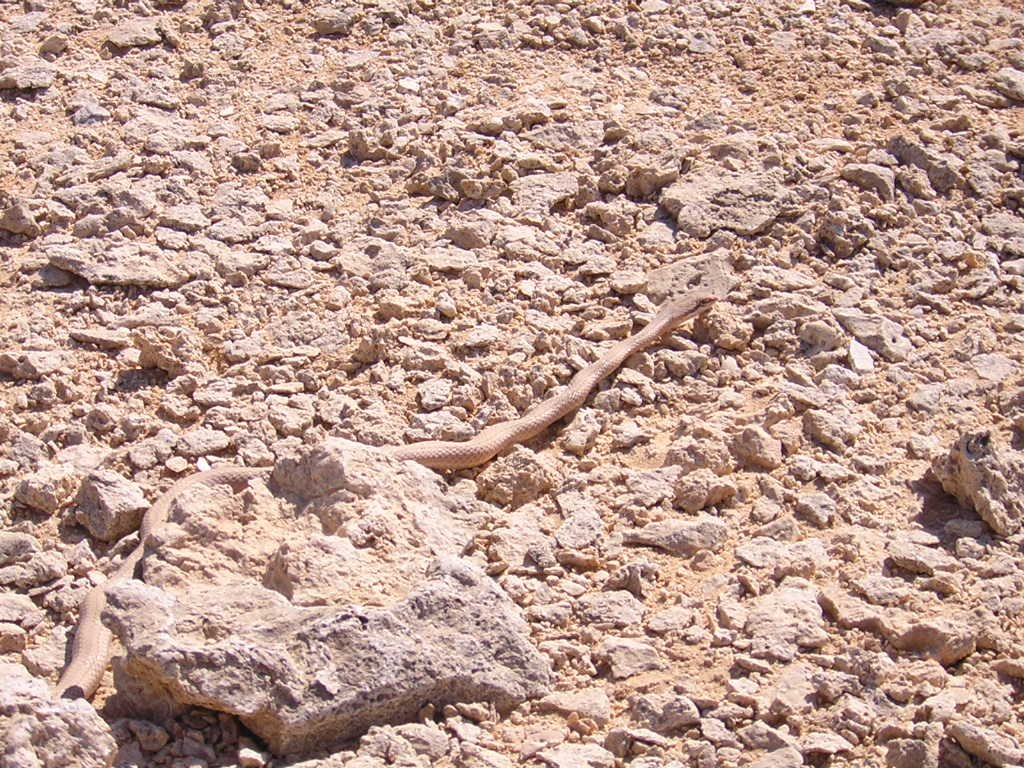
Wąż na skalistym pustkowiu Synaju

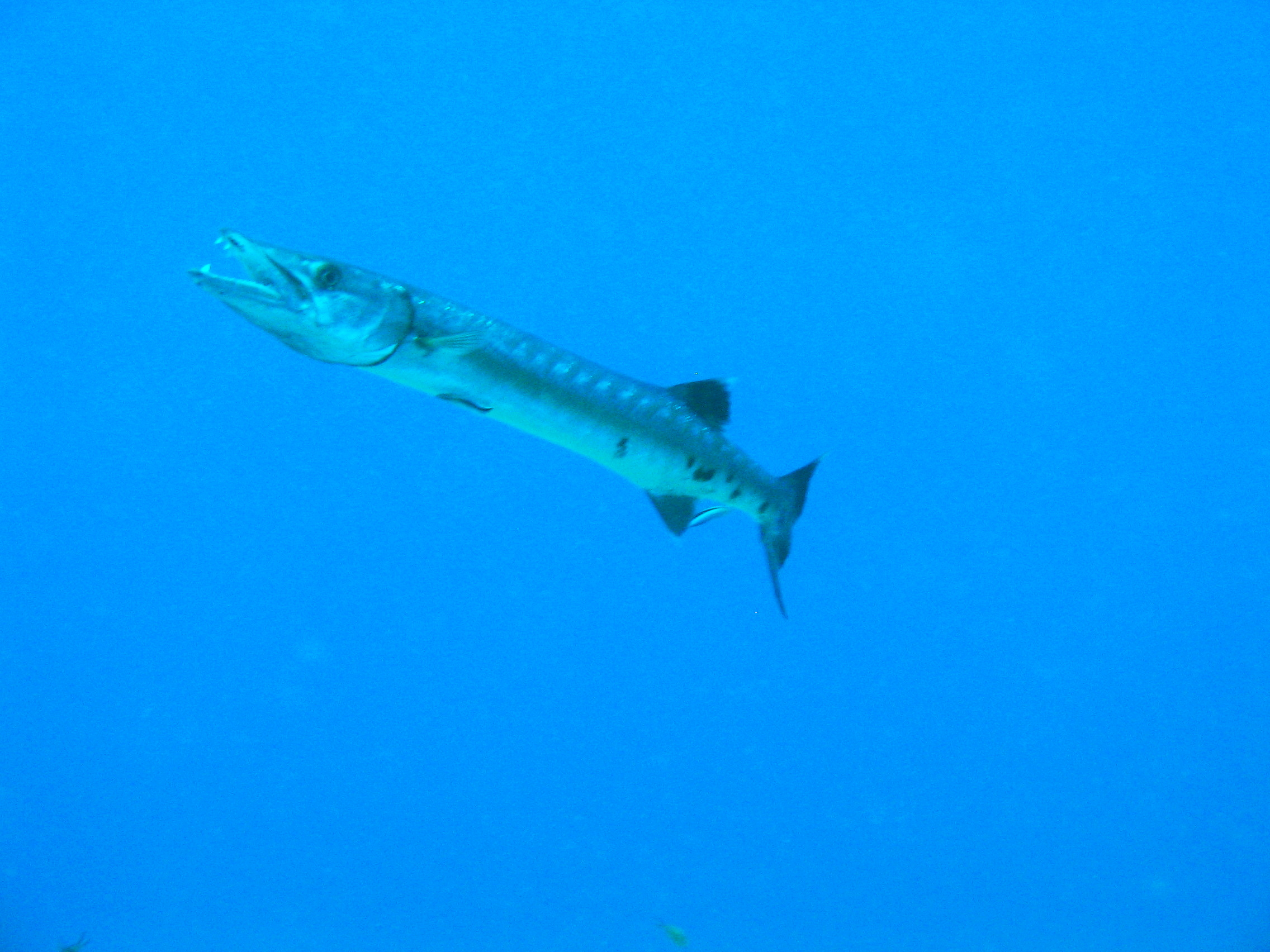
Barakuda w Morzu Czerwonym

Synaj Południowy (arab. جنوب سيناء , trl. Janūb Sīnā’, trb. Dżanub Sina) – prowincja gubernatorska (muhafaza) w azjatyckiej części  Egiptu. Obejmuje południową część Półwyspu Synaj. Stolicą administracyjną jest At-Tur, natomiast największym miastem jest kurort Szarm el-Szejk. Zajmuje powierzchnię 31 272 km².
Według spisu powszechnego w listopadzie 2006 roku populacja muhafazy liczyła 150 088 mieszkańców, natomiast według szacunków 1 stycznia 2015 roku zamieszkiwało ją 167 426 osób – najmniej z wszystkich egipskich muhafaz.
Muhafaza Synaj Południowy składa się z 5 okręgów, 8 miast (At-Tur, Szarm el-Szejk, Abu Zanima, Abu Rudajs, Nuwajbi, Dahab, Święta Katarzyna i Ras Sudr), 8 miejscowości i 81 innych osad i wsi.

## Gospodarka
Główną gałęzią gospodarki muhafazy jest turystyka. W mniejszym stopniu wydobycie ropy naftowej i gazu ziemnego w zachodniej części muhafazy, nad Zatoką Sueską.

## Turystyka
Synaj Południowy to przede wszystkim region turystyczny, składający się z ośrodków wypoczynkowych, kurortów – miast i miejscowości – leżących głównie na zachodnim brzegu Zatoki Akaba, a także kilku zlokalizowanych na wschodnim brzegu Zatoki Sueskiej. Region ten to główna część Riwiery Morza Czerwonego. Panują tu korzystne warunki klimatyczne, kiedy przez cały rok świeci słońce (w najchłodniejszym miesiącu – lutym temperatura powietrza w dzień wynosi ok. 25 °C, a wody w morzu ok. 22 °C, w najcieplejszym miesiącu – sierpniu – temperatura powietrza wynosi od 35 do 40 °C, a wody powyżej do ponad 35 °C), jednak niska wilgotność powietrza (ok. 4%) pozwala na znoszenie takich temperatur. Opady deszczu należą tu do niezwykłej rzadkości, suche i ciepłe powietrze jest we wszystkich porach roku. Woda morska jest niezwykle czysta i przeźroczysta. Widoczność w morzu osiąga 30 m i można się w nim kąpać przez cały rok. Z tego powodu gospodarka turystyczno-sportowo-krajoznawcza działa tu przez cały rok. Przy wybrzeżu spoczywa ponad 50 wraków statków, które są atrakcją dla nurków.
Są tutaj setki raf koralowych dostępnych zarówno dla początkujących i doświadczonych nurków, jak również dla uprawiających snorkeling. Rafy te z przepiękną fauną i florą, są dostępne zarówno z brzegu oraz z łodzi; miejsca te są na ogół oznakowane bojami. Wysokie góry nad Zatoką Akaba schodzą 1800 m w głąb morza. Zatoka Sueska jest natomiast stosunkowo płytka (100 m), ale również w południowej części – jest pełna raf koralowych.
Synaj Południowy posiada 610 km wybrzeża morskiego.

## Transport
Na terenie muhafazy istnieje 1650 km dróg utwardzonych (asfaltowych). Najważniejsze z nich to droga nr 34 (Suez – Szarm el-Szejk), nr 35 (Szarm el-Szejk – Taba), nr 37 (Wadi Fejran – Święta Katarzyna), nr 36 (Święta Katarzyna – Ain Hudra), nr 37 (Nuwajbi – Ras an Nakb), nr 312 (Asl – Al-Dżaranda), nr 33 (Ras Sidr – Sadr al-Hiltan), nr 32 (Sinn Biszr – Przełęcz Mitla).

### Porty lotnicze
- Port lotniczy Szarm el-Szejk – największe lotnisko międzynarodowe na półwyspie Synaj; po ostatniej rozbudowie terminalu stało się nowoczesne i komfortowe, obsługuje ruch wewnątrzkrajowy oraz europejski (w tym kilka lotów czarterowych z Polski) i bliskowschodni.
- Port lotniczy Taba – obsługuje tanie linie lotnicze.
- Port lotniczy At-Tur – obsługuje głównie służby rządowe, gubernatorskie oraz dyplomatyczne.
- Port lotniczy Święta Katarzyna – obsługuje głównie służby gubernatorskie; w pobliżu góry Synaj.
- Port lotniczy Abu Rudajs – lokalny port lotniczy, obsługuje głównie służby firm naftowych.

### Przejścia graniczne
- Przejście graniczne Taba – międzynarodowe całodobowe egipsko-izraelskie drogowe przejście graniczne, położone w Tabie, otwarte w 1982 roku i przeznaczone dla ruchu osobowego oraz towarowego.
- Przejście graniczne Netafim – to obecnie nieczynne izraelsko-egipskie drogowe przejście graniczne położone w południowej części pustyni Negew, w odległości około 12 km na północ od Taby i Ejlatu.

## Przyroda
Na terenie muhafazy rośnie ponad 65% gatunków roślin skatalogowanych na terenie całego kraju oraz 32 gatunki zwierząt nie występujących nigdzie indziej na świecie, m.in. niektóre odmiany hien i koziorożców.
W ciepłych wodach morskich występują koralowce, ponad 250 różnych raf koralowych (m.in. Great Brain – jeden z największych koralowców na świecie), namorzyny (jedne z najbardziej wysuniętych na północ na świecie), żyje tu ponad 1000 gatunków ryb, m.in. ryby pelagiczne, delfiny, żółwie morskie, rekiny wielorybie, karanksy i barakudy.
Ponad 30% powierzchni muhafazy stanowią rezerwaty przyrody i parki narodowe. Na terenie muhafazy ulokowany jest Park Narodowy Ras Muhammad, Park Narodowy Świętej Katarzyny oraz 3 rezerwaty przyrody: Rezerwat Taba, Rezerwat Nabk, Rezerwat Abu Dżallum.

## Beduini
| Plemię               | Teren zamieszkania (część muhafazy)                | Najważniejsze miejscowości (osady)                                                                                  |
| -------------------- | -------------------------------------------------- | --- |
| Al Eiqeat            | północno-zachodnia, nad Zatoką Sueską              | Abu Zanima, Wadi el-Ramla                                                                                           |
| Awarma (Sawalha)     | środkowo-zachodnia, nad Zatoką Sueską              | Abu Rudejs, Wadi Sedra                                                                                              |
| Awlad Said (Sawalha) | południowo-zachodnia, nad Zatoką Sueską            | At-Tur, El Wadi Village, Wadi Fejran, Święta Katarzyna                                                              |
| Badara               | północno-środkowa i centralna                      | – |
| Gebajla              | centralna                                          | Wadi Arbain, El Szejk Awad                                                                                          |
| Hawaitat             | północno-zachodnia                                 | – |
| Kurasza (Sawalha)    | środkowo-zachodnia, nad Zatoką Sueską              | Wadi Fejran (częściowo)                                                                                             |
| Lahewait             | północno-wschodnia                                 | Bear Szeir |
| Muzejna              | południowa, południowo-wschodnia, nad zatoką Akaba | El Rowisat (k. Szarm el-Szejk), Dahab, Nuwajbi (południowa cz.), Nuwejmas, Wadi Saal, Wadi Kid, Khriza, Wadi Mandar |